# If We All Give a Little
Chansons représentant la Suisse au Concours Eurovision de la chanson
Cool Vibes
(2005) Vampires Are Alive
(2007)
If We All Give a Little est la chanson représentant la Suisse au Concours Eurovision de la chanson 2006. Elle est interprétée par Six4one.
La chanson est la première de la soirée, précédant Loca interprétée par Arsenium feat. Natalia Gordienco & Connect-R pour la Moldavie. À la fin des votes, elle obtient 30 points et se classe 17e sur les 24 participants de la finale ; la Suisse devra participer à la demi-finale en 2007.